# Beaumont Glacier
Beaumont Glacier är en glaciär i Antarktis. Den ligger i Västantarktis. Argentina, Chile och Storbritannien gör anspråk på området. Beaumont Glacier ligger 242 meter över havet.
Terrängen runt Beaumont Glacier är kuperad åt sydväst, men åt nordost är den platt. Trakten är obefolkad. Det finns inga samhällen i närheten.